# Zhuang Zedong

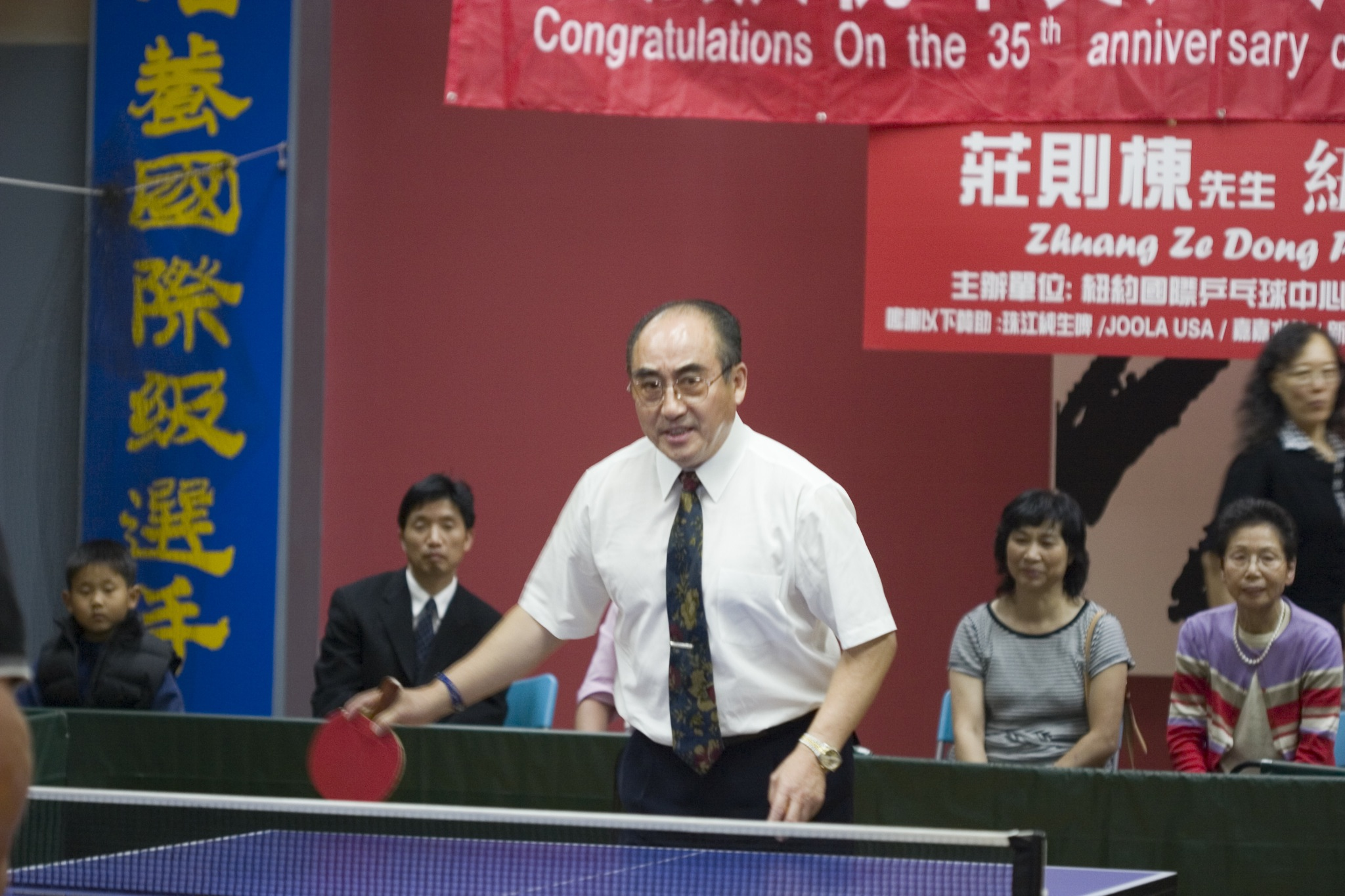
Zhuang Zedong

Zhuang Zedong (Peking, 25 februari 1940 – 10 februari 2013) was een Chinees tafeltennisser. Hij werd in Peking 1961, Praag 1963 en Ljubljana 1965 drie keer achter elkaar wereldkampioen enkelspel, maar dit bleek door de Chinese nationale bond zo te zijn geregisseerd. Zedongs naam ( 庄则栋 ) wordt ook wel vertaald als Chuang Tse-Tung. Hij was een van de deelnemende spelers aanwezig bij wat bekend werd als de Pingpongdiplomatie. In 1999 werd hij opgenomen in de ITTF Hall of Fame.

## Omstreden wereldtitels
Zedong werd in 1961 twee jaar na Rong Guotuan de tweede Chinese wereldkampioen enkelspel ooit. Hij versloeg daartoe in de finale zijn landgenoot Li Furong. De daaropvolgende WK's in 1963 en 1965 kenden dezelfde bezetting en ook beide keren dezelfde winnaar. Daardoor scoorde Zedong drie enkelspeltitels op rij, wat sinds de viervoudige reeks van Viktor Barna in de jaren dertig niet meer gebeurd was.

Er bleek in het geval van Zedongs serie meer te spelen dan tafeltennisvaardigheden tijdens zijn drie finales met Furong. Nadat hij hun eerste onderlinge eindstrijd in 1961 won, moest hij van de Chinese machthebbenden een nationaal tafeltennisicoon worden. Het gevolg was dat Furong de WK-finales van 1963 en 1965 verplicht werd te verliezen, wat hij deed. Dit werd door beide spelers later erkend. Zedong houdt tot de dag van vandaag vol dat hij zijn drie wereldtitels ook op eigen kracht zou hebben behaald, Furong is daarentegen nooit van de mening afgeweken dat hij Zedong had kunnen verslaan als dat had gemogen van de leidinggevenden. Dat hij ook een aardig balletje kon slaan bleek onder meer uit de vier gouden medailles die hij wel won door samen met onder meer Zedong het toernooi voor landenploegen in zowel 1961, 1963, 1965 als in Nagoya 1971 te winnen.

## Erelijst
- Wereldkampioen enkelspel 1961, 1963 en 1965
- Wereldkampioen dubbelspel 1965, zilver in 1963 (beide met Xu Yinsheng) en 1971 (met Liang Geliang)
- Winnaar WK voor landenploegen 1961, 1963, 1965 en 1971